# Grazina-de-cabeça-branca
Grazina-de-cabeça-branca ou pardela-de-cabeça-branca (nome científico: Pterodroma lessonii) é uma espécie de ave marinha da família Procellariidae. No Brasil, durante o inverno do hemisfério sul, atinge o litoral do Rio Grande do Sul e Santa Catarina.
É uma espécie de pardela, tipo de ave também conhecida como grazina ou, internacionalmente, como petrel.